# 1109-1100 v.Chr.
De jaren 1109-1100 v.Chr. (van de christelijke jaartelling) zijn een decennium in de 12e eeuw v.Chr..

## Gebeurtenissen

### Babylonië
- 1105 v.Chr. - Koning Marduk-nadin-ahhe (1105 - 1084 v.Chr.) regeert over Babylon.

### Assyrië
- 1105 v.Chr. - Koning Tiglat-Pileser I leidt strafexpedities tegen de Mushki en de Guti in het Zagros-gebergte.
- 1103 v.Chr. - Tiglat-Pileser I laat in Ninive plantsoenen bij het paleis aanleggen en voert landbouwhervormingen door.
- 1100 v.Chr. - Tiglat-Pileser I verovert in Anatolië de onafhankelijke stadstaten van de Hettieten.

### Europa
- 1104 v.Chr. - Brutus van Troje (1104 - 1081 v.Chr.) wordt de eerste koning van Brittannië. Hij is de stichter van "Nieuw-Troje", het latere Londen.

### Griekenland
- 1100 v.Chr. - De Doriërs veroveren het Griekse vasteland en de eilanden Kreta, Levkas en Rhodos.
- Androclus de zoon van de Atheense koning Kodros sticht met Ionische kolonisten de havenstad Efeze.
- De stadstaat Sparta (Griekenland) ontstaat.

### Egypte
- 1100 v.Chr. - Koning Ramses XI (1100 - 1070 v.Chr.) de tiende farao van de 20e dynastie van Egypte.

### Libanon
- 1104 v.Chr. - De Feniciërs stichten de haven- en handelsstad Cádiz, wat "ommuurde stad" betekent.
- 1100 v.Chr. - Ontwikkeling van het Fenicisch schrift, een alfabet wat bestaat uit 22 medeklinkers.

<< · 1199-1190 · 1189-1180 · 1179-1170 · 1169-1160 · 1159-1150 · 1149-1140 · 1139-1130 · 1129-1120 · 1119-1110 · 1109-1100 · >>